# Drowned World/Substitute for Love
"Drowned World/Substitute for Love" là một bài hát của ca sĩ người Mỹ Madonna nằm trong album phòng thu thứ 7 của cô, Ray of Light (1998). Nó được sáng tác và sản xuất bởi Madonna và William Orbit với sự tham gia hỗ trợ viết lời Rod McKuen, Anita Kerr và David Collins. Đây là đĩa đơn thứ 3 trích từ album, phát hành ngày 24 tháng 8 năm 1998 bởi Maverick Records trên toàn thế giới, ngoại trừ ở Bắc Mỹ.
"Drowned World/Substitute for Love" nhận được những đánh giá tích cực từ các nhà phê bình âm nhạc, trong đó họ rất thích việc chọn bài hát để mở đầu album. Về mặt thương mại, nó đạt được những thành công thường khiêm tốn, đứng đầu tại Tây Ban Nha và lọt vào top 10 ở Nhật Bản, Ý và Anh. Trong video ca nhạc của bài hát, Madonna chạy trốn khỏi những tay săn ảnh đến khi về nhà. Nó gây nên nhiều luồng tranh cãi vì làm gợi nhắc đến cái chết của Diana, Vương phi xứ Wales năm 1997 khi có cảnh nữ ca sĩ bị truy đuổi bởi những tay săn ảnh chạy xe ô tô. Bài hát đã được thực hiện trong hai chuyến lưu diễn của Madonna, tại Drowned World Tour (2001) và Confessions Tour (2006).

## Danh sách track và định dạng
Đĩa 12" quảng cáo tại Vương quốc Anh (3331 00003 7)
Đĩa 12" tại châu Âu (9362 44552 0)
Mặt A
1. "Drowned World / Substitute For Love" (BT & Sasha's Ashram Remix) — 9:28

Mặt B
1. "Sky Fits Heaven" (Sasha Remix) — 7:21
2. "Sky Fits Heaven" (Victor Calderone Remix chỉnh sửa) — 5:50

Đĩa CD quảng cáo tại châu Âu (3333 00054-2)
1. "Drowned World / Substitute For Love" (Radio chỉnh sửa) — 4:45

Đĩa CD tại châu Âu (9362 17156 9)
1. "Drowned World / Substitute For Love" (Album Version) — 5:09
2. "Sky Fits Heaven" (Sasha Remix chỉnh sửa) — 4:08

Đĩa CD tại Vương quốc Anh #1 (W0453CD1)
Đĩa CD maxi tại Nhật (WPCR-1983)
1. "Drowned World / Substitute For Love" (bản album) — 5:09
2. "Drowned World / Substitute For Love" (BT & Sasha's Ashram Remix) — 9:28
3. "Sky Fits Heaven" (Victor Calderone Remix chỉnh sửa) — 5:50

Đĩa CD tại Vương quốc Anh #2 (W0453CD2)
1. "Drowned World / Substitute For Love" (bản album) — 5:09
2. "Sky Fits Heaven" (Sasha Remix) — 7:21
3. "Sky Fits Heaven" (Victor Calderone Remix chỉnh sửa) — 5:50

## Danh sách các phiên bản chính thức
| - Bản album (5:09) - Radio chỉnh sửa (4:46) (chỉ để quảng cáo) - BT & Sasha's Bucklodge Ashram Remix (9:28) - Album không lời (chỉ để quảng cáo) - Radio chỉnh sửa không lời (chỉ để quảng cáo) | - Bản album - Victor Calderone Remix (chỉ để quảng cáo) - Victor Calderone Future Mix (from album E=VC2 của the Calderone) - Victor Calderone Future Anthem Mix (chỉ để quảng cáo) |

## Xếp hạng
| Bảng xếp hạng (1998)            | Vị trí cao nhất |
| ------------------------------- | --------------- |
| Australian ARIA Singles Chart   | 16              |
| Austrian Singles Chart          | 34              |
| Canadian Singles Chart          | 18              |
| Dutch Top 40                    | 27              |
| Eurochart Hot 100 Singles       | 22              |
| French Singles Chart            | 42              |
| German Singles Chart            | 39              |
| Japanese Oricon Singles Chart   | 10              |
| New Zealand RIANZ Singles Chart | 21              |
| Swedish Singles Chart           | 41              |
| Swiss Singles Chart             | 31              |
| UK Singles Chart                | 10              |

| Bảng xếp hạng (1998)                 | Vị trí cao nhất |
| ------------------------------------ | --------------- |
| U.S. Billboard Hot Dance Club Play 1 | 41              |